# Ciboria seminicola
Ciboria seminicola är en svampart som först beskrevs av Kienholz & E.K. Cash, och fick sitt nu gällande namn av Hechler 1992. Ciboria seminicola ingår i släktet Ciboria och familjen Sclerotiniaceae.   Inga underarter finns listade i Catalogue of Life.